# Cesta k věčné spáse
Cesta k věčné spáse byl kancionál brněnské diecéze římskokatolické církve, jehož úplné vydání vyšlo postupně ve třech svazcích v letech 1912, 1913 a 1915. O jeho sestavení bylo rozhodnuto v roce 1904, i když se předtím uvažovalo také o převzetí Holainova kancionálu používaného v olomoucké arcidiecézi. Uspořádal jej ThDr. Karel Eichler ve spolupráci s Jakubem Pavelkou, Františkem Musilem a dalšími spolupracovníky. Celé dílo bylo dokončeno roku 1907 a schváleno v letech 1908 až 1909. Z úplného vydání vyšla také řada výtahů různého rozsahu, například pro obecné a měšťanské školy (v letech 1910, 1911, 1921, 1932, 1936 a 1946) a pro střední školy (roku 1910).
Stejně jako další obdobné kancionály (v Čechách to byl Český kancionál, v olomoucké arcidiecézi Boží cesta) byla Cesta k věčné spáse uspořádána podle liturgických období a obsahovala také tzv. mešní písně. Po druhé světové válce byla nahrazena Cyrilometodějským kancionálem.